# الحملات الصليبية الشمالية

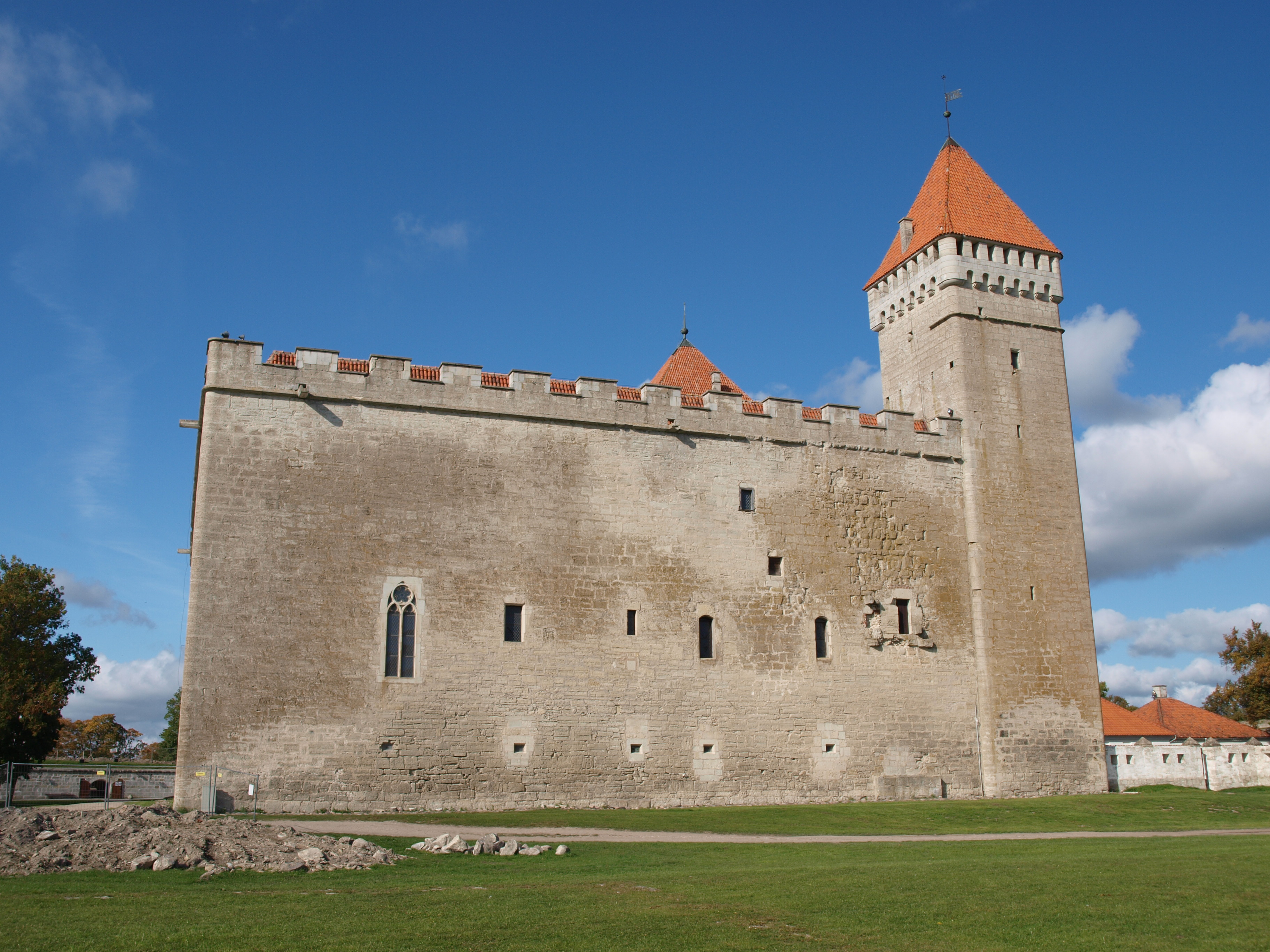
قلعة كوساره في إستونيا.

كانت الحملات الصليبية الشمالية أو حملات البلطيق الصليبية حملات صليبية قام بها الملوك المسيحيون في الدنمارك والسويد والليفونيون الألمان والأنظمة العسكرية التيوتونية وحلفاؤهم ضد الشعوب الوثنية في شمال أوروبا حول السواحل الجنوبية والشرقية من بحر البلطيق. وكانت أيضًا حملات الكاثوليك السويد والألمان ضد المسيحيين الأرثوذكس الشرقيين الروس في بعض الأحيان جزءًا من الحملات الصليبية الشمالية. في العصور الوسطى، سُميت تلك الحروب بالصليبية، أما الحروب الأخرى، ومن بينها الحروب السويدية، فقد أطلق عليها مؤرخو الرومانسية القومية اسم الحروب الصليبية الأولى. تحول عالم البلطيق الشرقي عن طريق الغزو العسكري: ففي البداية ذاق الليفونيون واللاتجال والإستونيون ثم قبيلة السيميجال والكرون والبروسيون والفنلنديون مرارة الهزيمة والتعميد والاحتلال العسكري وتعرضوا في بعض الأحيان للإبادة من الجماعات الدنماركية والألمان والسويديين.

## خلفية تاريخية
وجه البابا سلستين الثالث (Pope Celestine III) دعوته الرسمية الأولى لانطلاق الحروب الصليبية الشمالية عام 1193؛ ولكن الممالك المسيحية في إسكندنافيا والإمبراطورية الرومانية المقدسة بدأت في التحرك للسيطرة على جيرانهم الوثنيين في وقت مبكر. وشملت الشعوب غير المسيحية الذين استهدفتهم الحملات في فترات زمنية مختلفة:
- البولابيان الوينديون (Polabian Wends) والصوربيون والأبوترايتس (Obotrites) بين أنهار إلبه (Elbe) والأودر (Oder) (عن طريق الساكسون والدنماركيين والبولنديين، بدءًا من الحملة الصليبية الوندية عام 1147)
- وشعوب (المعروفة حاليًا) فنلندا عام 1154 (فنلندا الحقيقية؛ المتنازع عليها)، 1249؟ (وتافاستيا (Tavastia)) و( كاريليا (Karelia)) (الحملات الصليبية السويدية عام 1293، على الرغم من أن التنصير بدأ متأخرًا)،
- والليفونيون واللاتجال والسلونيون والاستونيون (عن طريق الألمان]والدنماركيين، 1193–1227),
- وقبيلة السيميجال والكرون (1219–1290)،
- والبروسيون القدماء،
- والليتوانيون والساموجيت (Samogitians) (من قبل الألمان، التي باءت بالفشل، 1236–1316).

وقد كان النزاع المسلح بين فنلنديي البلطيق والبلطيق والسلاف الذين قطنوا سواحل البلطيق واشتهر جيرانهم الساكسون والدنماركيون في الشمال والجنوب لعدة قرون قبل الحملة الصليبية. يرجع سبب المعارك السابقة بنسبة كبيرة إلى محاولات تدمير القلاع وطرق التجارة عبر البحار واعتلاء الاقتصاد في المنطقة، وقد كتبت الحملة الصليبية البقاء لهذا النوع من الصراع، وإن كانت البابوية الكاثوليكية هي التي أوحت بما هو موجود الآن وحددته، وتضطلع به فرسان البابوية والرهبان المسلحون.

## وصلات خارجية
- The Crusades Wiki